# Ki lo sa ?
Pour plus de détails, voir Fiche technique et Distribution.
Ki lo sa ? est un film français réalisé par Robert Guédiguian, sorti en 1986.

## Synopsis
Un groupe de jeunes adultes, tous du même quartier, se donne rendez-vous des années plus tard, dans le vaste jardin où ils jouaient enfants. Le jour venu, ils se retrouvent et font le point sur leurs vies.

## Fiche technique
- Titre : Ki lo sa ?
- Réalisation : Robert Guédiguian
- Scénario : Robert Guédiguian
- Musique : Alexandre Desplat
- Société de production : Col.Ima.Son
- Pays d'origine :  France
- Format : Couleurs - 35 mm
- Genre : comédie dramatique
- Durée : 90 minutes
- Date de sortie : 1986

## Distribution
- Ariane Ascaride : Marie
- Pierre Banderet : Pierrot
- Jean-Pierre Darroussin : Dada
- Gérard Meylan : Gitan
- Alain Lenglet : L'amant de Marie

## Postérité
Deux séquences du film sont reprises par Guédiguian dans son film de 2017 La Villa, dans lequel on retrouve trois des acteurs de 1985 sur le même lieu (la calanque de Méjean). Elles servent alors de flashbacks bien qu'il ne s'agisse pas des mêmes personnages.